# Stop Thief! (film, 1915)

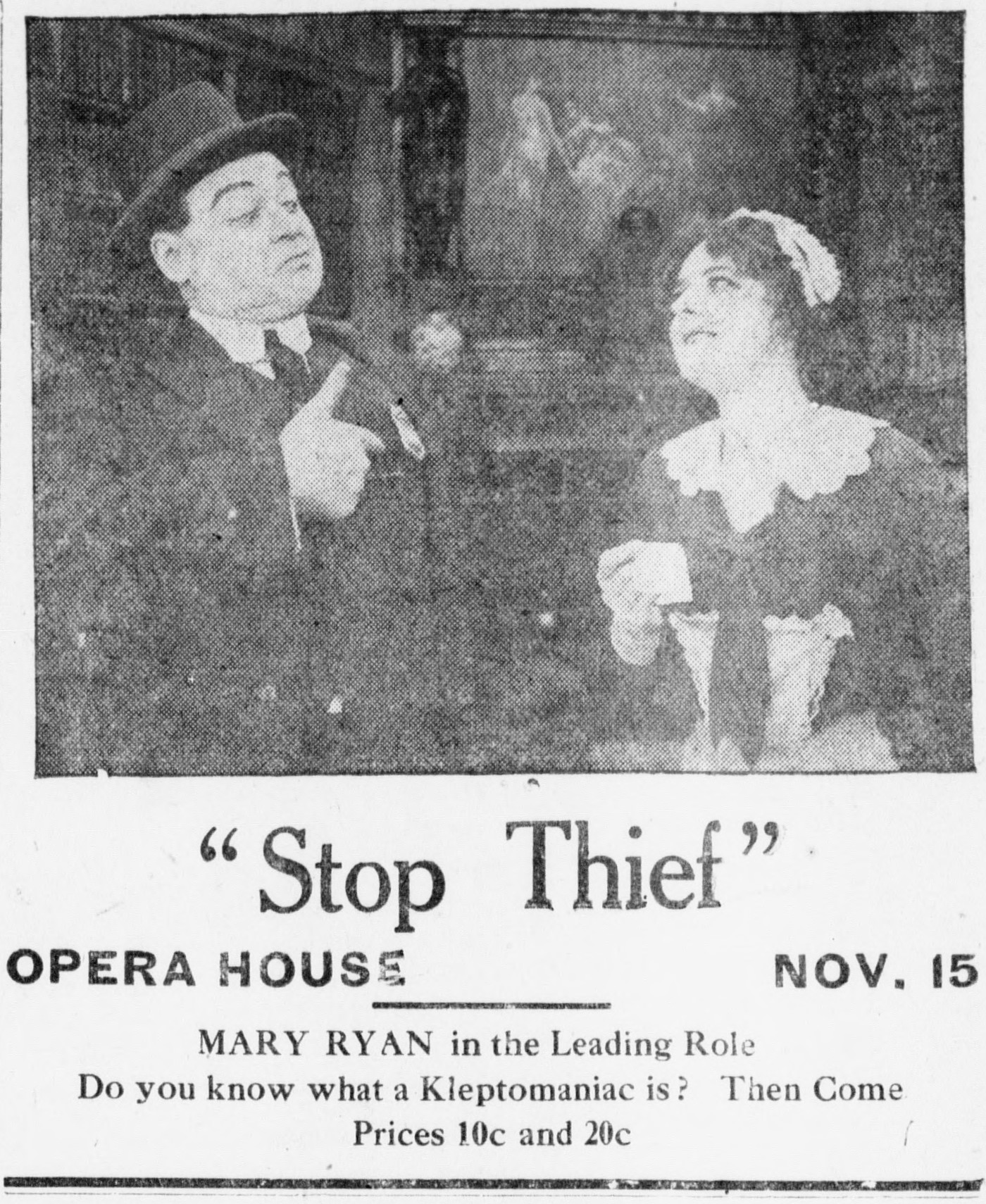
Annonce pour le film.

Pour l’article homonyme, voir Stop Thief.
Stop Thief! est un film américain réalisé par George Fitzmaurice, sorti en 1915.

## Fiche technique
- Réalisation : George Fitzmaurice
- Scénario : d'après la pièce Stop Thief! de Carlyle Moore[1]
- Producteur : George Kleine
- Photographie : Edward Horn
- Distributeur : Kleine-Edison
- Durée : 5 bobines
- date de sortie : 15 février 1915

## Distribution
- Mary Ryan (en) : Nell Jones
- Harry Mestayer : Jack Doogan
- William "Stage" Boyd : Dr. Willoughby
- Harold Howard : Mr. Cluney
- Albert Tavernier : Mr. Carr
- Augusta Burmeister : Mrs. Carr
- Della Connor : Joan Carr
- Marguerite Boyd : Madge Carr